# Santa Clara (Santa Clara)
Pour les articles homonymes, voir Santa Clara.
Santa Clara est la capitale de la paroisse civile de Santa Clara de la municipalité de José Gregorio Monagas dans l'État d'Anzoátegui au Venezuela.